# Rolf Strittmatter
Rolf Strittmatter (* 26. Juli 1955 in Glarus Nord) ist ein Schweizer Leichtathlet und Bobfahrer.

## Karriere
1983 konnte er im Viererbob mit Hans Märchy, Kurt Poletti und Ekkehard Fasser sowohl den Weltmeister- als auch den Europameistertitel gewinnen. Bei den Olympischen Winterspielen 1984 belegte das Quartett im Viererbob-Wettkampf den vierten Platz. 1980 nahm er bei den Olympischen Sommerspielen in Moskau für die Schweiz bei der 4-mal-400-Meter-Staffel teil, schied aber schon im Vorlauf aus. Nach dem Ende seiner aktiven Karriere arbeitet er heute als Logopäde.